# Länsstyrelsen i Dalarnas län
Länsstyrelsen i Dalarnas län är en statlig myndighet med kansli i Falun. Länsstyrelsen ansvarar för den statliga förvaltningen i länet, och har flera olika mål gällande regional utveckling. Länsstyrelsen i Dalarnas län har cirka 275 anställda.
Länsstyrelsens myndighetschef är landshövdingen, som utses av Sveriges regering.
Namnet var innan den 1 januari 1997 Länsstyrelsen i Kopparbergs län.